# Tiro Loco McGraw
Tiro Loco McGraw (Quick Draw McGraw, en inglés) es una serie de dibujos animados creado por los estudios de animación Hanna-Barbera. Se trata de un caballo antropomórfico y parlante cuyas aventuras se emitieron por los canales de televisión sindicados estadounidenses el 29 de septiembre de 1959, dentro del programa infantil, que llevaba su propio nombre, El Show de Tiro Loco McGraw. Era este el quinto programa infantil producido por Hanna-Barbera para la televisión tras Ruff y Reddy, El Show de Chanchi Perri, El Show de Huckleberry Hound y El Show de Tom y Jerry. El show de Tiro Loco McGraw incluía además las series de Canuto y Canito y de Super Fisgón y Despistado, y tenía una duración de media hora.

## Personajes
- Tiro Loco McGraw: Es un caballo de color blanco con la crin de color negro, que se toca la cabeza con un sombrero vaquero de color rojo, bajo el cual salen sus dos orejitas. El morro redondeado es sonrosado. Cuello largo, adornado con un pañuelo anudado usualmente de color azul claro. Sobre sus caderas las pistoleras armadas de sendas pistolas preparadas para la acción. Sus piernas son cortas. Tiro loco no tiene manos sino cascos de color gris, con pulgares. No es de extrañar que a la hora de disparar se muestre algo torpe.
Tiro Loco representa a un U.S. Marshall de Nuevo México con insignia que demuestra cómo ser un inepto total. Lento al hablar por ser lento al pensar,  su acento es de un estadounidense pesado, pues Tiro Loco habla arrastrando las palabras.
Cuando al fin logra sacar su pistola de la funda, suele disparle al hombre equivocado o a sí mismo, sea que el arma le estalle en plena cara, o bien, en una de sus pezuñas inferiores.
  - El Relámpago: En ocasiones Tiro Loco adopta una identidad secreta a modo de héroe. Entonces se convierte en el Relámpago (Kabong en inglés), o el Kabazorro en otros países, en una clara alusión al Zorro. El Relámpago es un caballo blanco con crin negra que viste un sombrero cordobés negro. Va enmascarado y viste una capa negra.
 Nadie conoce la identidad que se oculta tras su antifaz negro. Pero todos contienen el aliento cuando hace su aparición en lo alto de una azotea acompañado de su guitarra la Relampagueante, se lanza desde las alturas asido de una cuerda sobre el malvado de turno y le despachurra la guitarra española contra la cabeza, produciendo el sonido característico "Kaboing". Después, deshecho el entuerto el Relámpago desaparece, dejando que aparezca Tiro Loco y detenga al malvado.
- Pepe Trueno: (Baba Looey en inglés) es el fiel ayudante de Tiro Loco, al que siempre acompaña. Pepe es un burrito mexicano bajito, rechoncho, de color pardo que viste sombrero mexicano de color amarillo del que sobresalen sus dos orejas por encima del ala del sombrero. Tiene el morro cortito. Su cola es bastante larga y acaba en un penacho peludo. Pepe es bastante optimista y sonriente, mucho más prudente y observador que su jefe y sin embargo lo respeta, y le obedece en todo lo que le ordena.
 En ocasiones cuando Tiro Loco sale lastimado en alguna de sus locuras Pepe le advierte: " Jefe! Creo que debería renunciar..." tras lo cual Tiro Loco le interrumpe con su típica frase: «¡Yoooooo soy el único que cree o piensa aquí, Pepe Trueno! ¡Y túuuuuuuuuu no debes olvidarlo!.»
- Snuffles: también conocido como el Gangoso es el perro de Tiro Loco. Hará cualquier cosa que se le pida siempre y cuando se le de una galleta para perro. Cuando las recibe comienza a contorsionarse de placer, así mismo cierra los ojos y se muerde los labios, para de inmediato saltar al aire y descender suavemente acompañado de un efecto sonoro celestial. A modo de curiosidad, se dice que el gusto desenfrenado de Snuffles por las galletas, lo convierte en un posible antecesor del ultrafamosísimo Scooby-Doo.
- Harry Cara de Caballo: (Hoss-Face Harry en inglés) Es la némesis de Tiro Loco. Es también un caballo blanco antropomorfo, con casi la misma descripción que Tiro Loco, sin embargo su mente es astuta y malvada. Harry llegará incluso a disfrazarse del Relámpago para cometer fechorías. Usa atuendos similares a Tiro Loco, sólo que su sombrero es color violeta, mientras que su rostro siempre está enmascarado.
- Diente Fiero: (Snagglepuss, en inglés) es un puma o león montañés que se dedica a robar ovejas y corderos. Es muy astuto y siempre intentará engañar a Tiro Loco y a Pepe Trueno para salirse con la suya. Y por poco lo logra si no fuera porque Tiro Loco a pesar de estar un tanto despistado, suele estar bastante bien acompañado. A raíz de su nombre en inglés, Diente Fiero no es otro que el mismísimo Melquíades en sus comienzos artísticos, pese a que su aspecto se parece mucho más a su primo Malaquías (Snaggletooth en inglés).

## Doblaje original
- Tiro Loco: Daws Butler. En español, Tiro loco fue doblado por Quintín Bulnes, adoptando un pesado acento Tejano.
- Pepe Trueno: Daws Butler, imitando a "Desi Arnaz" interpretado por el actor Ricky Ricardo de la serie "Yo Amo a Lucy" (I Love Lucy). En español el burrito fue doblado por Luis de Alba y la segunda fue doblado por Jorge Arvizu.
- El perro Snuffles: Don Messick

## Doblaje en español
En sus primeros episodios (1959 - 1960), Tiro Loco habla con un pesado acento estadounidense, mientras que Pepe Trueno habla con un ligero acento norteño y voz juvenil. Esta etapa fue doblada por Quintín Bulnes en el papel de Tiro Loco McGraw, aunque aún no se sabe quién se desempeñó en el rol de Pepe Trueno. Diversas fuentes acreditan un jovencísimo Luis de Alba como la voz de este personaje, mientras que otros sitios web (como Pikaflash) aseguran férreamente que fue Isidro Olace el encargado de prestar su voz al eterno compañero de Tiro Loco.
Ya a partir de 1961, otro doblaje era el que se venía, además de un notorio cambio de nombre. Tiro Loco cambia su acento gringo por un castellano neutro reforzado con un acento caballuno, aparte que, esta vez, deja de usar su nombre traducido y empieza a retomar su nombre original en inglés: Quick Draw McGraw. En cuanto a Pepe Trueno, cambia su nombre a "Pepe Luis" y también cambia de voz... en esta ocasión, es el reconocido Jorge Arvizu quien dobla a este simpático burrito. Y qué decir del "Relámpago", que ahora cambia su nombre a "Cabazorro", mientras que su guitarra "relampagueante", pasa a llamarse "cabaguitarra".

## El show de Tiro Loco McGraw
Los episodios de Tiro Loco McGraw tenían una duración aproximada de 7 minutos. Se emitían conjuntamente con las aventuras de Canuto y Canito (Augie Doggie & Doggie Daddie) y Super Fisgón y Despistado (Snooper and Blabber) que completaban la media hora del Show.

## Episodios
Los episodios de Tiro Loco Mc Graw comenzaron a emitirse el 29 de septiembre de 1959 durante ese año se emitieron 14 episodios, que conjuntamente a los 12 que se emitieron en el año 1960 completaron los 26 capítulos de primera temporada de la serie. En la segunda temporada se emitieron trece capítulos emitidos durante el año 1960. En la tercera temporada emitida en el año 1961 se emitieron tan sólo 6 episodios. La serie completa por lo tanto consta con 45 episodios. 

Temporada 1
1. La captura de Mala Hierba (Scary Prairie) 1959
2. El territorio de los hombres malos (Bad Guys Disguise)
3. Tiro Loco contra los indios (Scat, Scout, Scat)
4. Un viaje por tren (Choo-Choo Chumps)
5. El vengador enmascarado (Masking for Trouble)
6. Ovejívoro trasquilado (Lamb Chopped) En este episodio aparece un personaje llamado Snagglepuss[3]
7. Cara de Caballo Harry (Double Barrel Double)
8. El elegante jugador del río (Riverboat Shuffled)
9. La historia de El Cucarachita (Dizzy Desperado)
10. Las aventuras del Flagelo y Latiguillo (Sagebrush Brush)
11. El secreto de Navajito Kid (Bow-Wow Bandit) Snuffles aparece en este capítulo[3]
12. El fantasma de Tiro Loco (Six-Gun Spook)
13. Tiro Loco en la gran ciudad (Slick City Slicker)
14. El cuatrero fantasma (Cattle Battle Rattled) (1959) Snuffles aparece en este episodio.[3]
15. Perrillo rapidillo (Doggone Prairie Dog) 1960
16. La leyenda de El relámpago (El Kabong)
17. Elías el resbaloso (Gun Gone Goons)
18. El relámpago contraataca (El Kabong Strikes Again)
19. El barco pirata (Treasure of El Kabong)
20. Locomotora loca (Locomotive Loco)
21. Caballo salvaje (Bronco Bustin' Boobs) Snuffles.[3]
22. Las aventuras de Dientefiero (The Lyin' Lion) Snagglepuss.[3]
23. Leñadores sin madera (Chopping Spree)
24. Mi amigo el elefante ( Elephant Boy Oh Boy!)
25. El torito mañoso (Bull-Leave Me)
26. El regreso de Cara de Caballo Harry (Kabong Kabong's Kabong) Harry Cara Caballo.[3]

Temporada 2
1. El león Sanguinariopus (El Kabong Meets El Kazing) Snagglepuss Naranja.[3]
2. La tecnología llega al Oeste (Bullet Proof Galoot)
3. Sobra uno de los dos (Two Too Much) Harry CaraCaballo.[3]
4. El gran proceso (Twin Troubles)
5. El bandido sombrío (Ali-Baba Looey) Snuffles
6. Que comience la función (Shooting Room Only)
7. Yippee Coyote
8. Tímida vaquera (Gun Shy Gal)
9. ¿Quién es el Cabazorro? (Who is El Kabong?)
10. Conejo amansado (Scooter Rabbit)Snuffles.[3]
11. El gavilán hablador (Talky Hawky)
12. La extra especial (Extra Special Extra)
13. El hijo del Cabazorro (El Kabong, Jr.) 1960

Temporada 3
1. El fracaso del cabazorro (El Kabong Was Wrong) 1961
2. Dinamita Caboom (Dynamite Fright) Snuffles.[3]
3. El mosquito enmascarado (Baba Bait)
4. El cabazorro al rescate (Big Town El Kabong)
5. La mina de Jack Pot (Mine Your Manners)
6. La marca del Cabazorro (The Mark of El Kabong) 1961

La cadena Estadounidense CBS comenzó emitiendo los episodios los sábados por las mañanas a las 10:00 desde el 28 de septiembre de 1963 hasta el 4 de septiembre de 1965. Después trasladaron el horario a las 11:30 el 9 de septiembre de 1965 hasta el 3 de septiembre de 1966 y según la guía Markstein se siguieron reemitiendo los episodios hasta el año 1969.
Actualmente[¿cuándo?] el programa es transmitido en la cadena Tooncast, como parte de la "Hora HB", y en el canal venezolano Venevisión como parte de los programas Día libre! y Tardes felices.
En los años 80 en Venezuela se transmitió a través del canal Radio Caracas Televisión (que en aquel tiempo tenía los derechos de transmisión de casi todas las series de Hanna-Barbera).

## Animadores
Los episodios de Tiro Loco fueron dibujados por los siguientes animadores:
1. Scary Prarie: Carlo Vinci
2. The Bad Guys Disguise: Carlo Vinci
3. Scat, Scout, Scat: Kenneth Muse
4. Choo-Choo Chumps: Kenneth Muse
5. The Masking for Trouble: Lew Marshall
6. The Lamb Chopped: Kenneth Muse
7. The Double Barrel Double: Kenneth Muse
8. The Riverboat Shuffled: Carlo Vinci
9. Dizzy Desperado: Lew Marshall
10. Sagebrush Brush: Lew Marshall
11. El Kabong: Lew Marshall
12. El Kabong Strikes Again: Carlo Vinci
13. The Slick City Slicker: Dick Lundy
14. Doggone Prairie Dog: Gerard Baldwin
15. Bow-Wow Bandit: Kenneth Muse
16. The Cattle Battle Rattled: Dick Lundy
17. 6-Gun Spook: Gerard Baldwin
18. The Gun Gone Goons: Dick Lundy
19. The Treasure of El Kabong: Kenneth Muse
20. The Locomotive Loco: Carlo Vinci
21. The Bronco Busting Boobs: Kenneth Muse
22. The Lyin' Lion: George Nicholas
23. Chopping Spree: Lew Marshall
24. The Elephant Oh Boy, Oh Boy, Oh Boy!: Kenneth Muse
25. Bull-Leave Me: Dick Lundy
26. Kabong Kabong's Kabong: George Nicholas
27. El Kabong Meets El Kazing: George Nicholas
28. The Bullet Proof Gallot: Don Patterson
29. 2 Too Much: Ed Love
30. The Twin Troubles: Kenneth Muse
31. Ali-Baba Looey: Dick Lundy
32. Shooting Room Only: Lew Marshall
33. Yippee Coyote: Dick Lundy
34. The Gun Shy Gal: Hicks Lokey
35. Who is El Kabong?: Hicks Lokey
36. The Scooter Rabbit: Hicks Lokey
37. Talky Hawky: Edward DeMattia
38. Extra Special Extra: Hicks Lokey
39. El Kabong, Jr.: Arthur Davis
40. El Kabong Was Wrong: Lew Marshall
41. The Dynamite Fright: Hicks Lokey
42. Baba Bait: Don Williams
43. The Big Town Of El Kabong: Harry Holt
44. Mine Your Manners: Edward DeMattia and Dick Lundy
45. The Mark of El Kabong: Harry Holt

## Otras apariciones
- El show del Oso Yogui (1961)
- Don gato y su pandilla (1961)
- Clan del Oso Yogui (1973)
- Las olimpiadas de la risa (1977)
- La Carrera Espacial de Yogi (1978)
- The Simpsons (1989)
- Wake, Rattle, and Roll (1990)
- Yo Yogui! (1991)
- Soy la Comadreja (1998)
- Harvey Birdman, Attorney at Law (2000)
- Samurai Jack (2001)
- South Park: Imaginacionlandia (2007)
- Pollo Robot (2005)
- Metlife (2012)
- Jellystone! (2021)